# Judd Holdren
Judd Holdren (n. 16 octombrie 1915, Villisca⁠(d), Iowa, SUA – d. 11 martie 1974, Los Angeles, California, SUA) a fost un actor american cel mai bine cunoscut pentru rolurile sale din serialele  Captain Video: Master of the Stratosphere, Zombies of the Stratosphere, The Lost Planet și Commando Cody: Sky Marshal of the Universe realizate în perioada 1951 - 1953.

## Filmografie
| An   | Titlu                                      | Rol                         | Note                               |
| ---- | ------------------------------------------ | --------------------------- | ---------------------------------- |
| 1949 | All the King's Men                         | Politician                  | nemenționat                        |
| 1950 | Francis                                    | First Ambulance Man         | nemenționat                        |
| 1950 | Rocketship X-M                             | Reporter #3                 | nemenționat                        |
| 1950 | Lonely Heart Bandits                       | Trooper                     | nemenționat                        |
| 1950 | Frisco Tornado                             | Henchman                    | nemenționat                        |
| 1950 | Revenue Agent                              | Squad Car Officer           | nemenționat                        |
| 1950 | Mystery Submarine                          | Wireless Operator           | nemenționat                        |
| 1951 | The Lady Pays Off                          | Face                        |                                    |
| 1951 | Purple Heart Diary                         | Lt. Mike McCormick          |                                    |
| 1951 | Captain Video: Master of the Stratosphere  | Captain Video               | Serial                             |
| 1952 | Gold Fever                                 | Jud Jerson                  |                                    |
| 1952 | Lady in the Iron Mask                      | Aramis                      |                                    |
| 1952 | Zombies of the Stratosphere                | Larry Martin                |                                    |
| 1953 | The Lost Planet                            | Rex Barrow                  | Serial                             |
| 1953 | Commando Cody: Sky Marshal of the Universe | Commando Cody               | Serial                             |
| 1954 | This Is My Love                            | Doctor Raines               |                                    |
| 1957 | Spoilers of the Forest                     | Mr. Peyton                  | nemenționat                        |
| 1957 | Jeanne Eagels                              | Young Actor on Equity Board | nemenționat                        |
| 1957 | The Amazing Colossal Man                   | Robert Allen                | nemenționat                        |
| 1958 | Space Master X-7                           | First Officer Jared         | nemenționat                        |
| 1958 | The Buccaneer                              | Maj. Reed                   |                                    |
| 1958 | The Power of the Resurrection              | Temple Officer              |                                    |
| 1959 | The FBI Story                              | Party Guest                 | nemenționat                        |
| 1960 | Ice Palace                                 | Muriel's Escort             | nemenționat                        |
| 1960 | The Rise and Fall of Legs Diamond          | Haberdashery Clerk          | nemenționat                        |
| 1963 | Critic's Choice                            | 2nd Opponent                | nemenționat, (ultimul rol de film) |